# Ulex
Ulex és un gènere de plantes amb flor de la tribu Genisteae dins la família de les fabàcies.

## Particularitats
A la península Ibèrica hi ha la major part de les espècies del gènere Ulex, però als Països Catalans només n'hi trobem dues, força semblants:
- Gatosa (U. parviflorus): molt comuna a les comarques costaneres catalanes i en part de l'interior, a tot el País Valencià i a l'illa d'Eivissa.[1]
- Gatosa europea (U. europaeus): només la trobem a la Vall d'Aran, on és raríssima.[2]

## Taxonomia
El gènere comprèn unes 20 espècies de plantes arbustives de 20 cm a 2 metres d'alçada, totes elles amb flors grogues, originàries de l'Europa Occidental i nord de l'Àfrica.
- Ulex argenteus
- Ulex boivinii
- Ulex borgiae
- Ulex cantabricus
- Ulex densus
- Ulex europaeus - argelaga de bosc, gatosa o gatosa europea[3]
- Ulex gallii
- Ulex genistoides
- Ulex micranthus
- Ulex minor - argelaga menuda
- Ulex parviflorus - argelaga blanca o gatosa,[4][3]